# Prapreče (gmina Trbovlje)
Prapreče – wieś w Słowenii, w gminie Trbovlje. W 2018 roku liczyła 160 mieszkańców.